# Diplasterias brucei
Diplasterias brucei là tên của một loài sao biển thuộc họ Asteriidae. Khu vực phân bố của nó là ở Thái Bình Dương và vùng biển ở Nam Cực. Nó vừa là loài săn mồi và cũng là loài ăn xác chết. Điều khiến nó khác với nhiều loài sao biển khác đó là nó nuôi con nhỏ của nó.

## Mô tả
Loài sao biển này thường có 5 cánh, nhưng ở Nam Georgia và Quần đảo Nam Sandwich thì chúng thường có 6 cánh. Màu của nó là có màu xanh dương hoặc xanh lá nhạt đến màu hơi vàng hoặc là có sắc của màu cam. Kích thước tối đa của các cá thể trưởng thành là 25 cm.

## Phân bố
Nó sống Thái Bình Dương và vùng biển ở Nam Cực. Cụ thể hơn tại Nam Cực, nó sống ở bán đảo Nam Cực và Đông châu Nam Cực tại độ sâu lớn nhất là khoảng 725 mét.

## Sinh thái học
D. brucei là loài sinh sống ở vùng nước có độ sâu từ 33 mét trở đi. Tại đây, thức ăn của nó là loài động vật thân mềm hai mảnh vỏ tên là Limatula hodgsoni, loài hải quỳ Urticinopsis antarctica và thức ăn chủ yếu là ăn các loài động vật thân mềm chứ không ăn động vật thân lỗ như nhiều đồng loại khác sống chung môi trường. Chẳng hạn như: Acodontaster conspicuus, Acodontaster hodgsoni, Odontaster meridionalis và Perknaster fuscus. Con cái của loài này sẽ nuôi ấu trùng đến khi nó trở thành con non, thay vì để mặc ấu trùng như nhiều loài sao biển khác.